# Katalanska alfabetet
| Katalanska alfabetet |
| --- |
| Bokstaven Ç – ce trencada – används flitigt i katalansk skrift. - Betydelse – Den katalanska varianten av det latinska alfabetet - Reglering – bl.a. av Institut d'Estudis Catalans - Särdrag – ç, l·l, många digrafer |

Katalanska alfabetet är det alfabet som används för det katalanska språket. Det är baserat på latinska alfabetet och liknar i stora drag alfabeten i grannspråken franska och spanska. Särdrag inkluderar den utbredda användningen av ç (motsvarande spanska z), l·l (med halvhög punkt) och grav accent (ofta betydelseskiljande).
Den nutida stavningsstandarden utarbetades i början av 1900-talet hos Institut d'Estudis Catalans och under ledning av Pompeu Fabra.

## Särdrag
Det katalanska alfabetet har flera olikheter jämför med alfabetet i de omgivande språkområdena. Katalanska är ett romanskt språk och använder i likhet med sina syskonspråk en variant av det latinska alfabetet. Alfabetet innehåller flera bokstäver som endast förekommer i ett av katalanskans stora grannspråk spanska och franska eller ingetdera.
Där spanskan använder z, nyttjar katalanskan ç (ce trencada). Ç anses ibland så typiskt – i förhållande till spanskan – att det kommit att användas som symbol för katalanska språkresurser; På liknande sätt används ~ (som i español) på motsvarande sätt ihop med spanska språkresurser av bland andra kulturorganisationen Instituto Cervantes. Även À/à, en bokstav som inte heller den finns i spanska alfabetet, nyttjas som symbol för katalanska eller valencianska; detta görs till exempel av den nya valencianska regionradion À Punt.
Den nutida standardiseringen av katalanskans stavning skedde i början av 1900-talet via Institut d'Estudis Catalans (IEC) och under ledning av filologen Pompeu Fabra. IEC utfärdade 2016 en mindre stavningsreform, med målet att förenkla användningen av diakritiska tecken (se vidare rubriken #Stavningsreformen 2017).

### Digrafer och avstavning
Skriven katalanska innehåller ett antal teckenkombinationer av typen digraf, det vill säga två efterföljande bokstäver som representerar ett enda ljud. Dessa är gu (som i guerra), qu (esquerra), ig (rebuig), ix (som slutstavelse, peix), ny (Catalunya), ll (palla); dessa är oskiljaktiga och skiljs inte åt vid avstavning där de båda bokstäverna flyttas ner till nästa rad. Sedan finns tre digrafer som kan separeras åt (exempelvis vid avstavning: rr (guerra), ss (comissió) och ix (mellan vokaler, som i caixa).
| Katalanskans ll och l·l uttalas och avstavas på olika sätt. |  | Katalanskans ll och l·l uttalas och avstavas på olika sätt. |
| Katalanskans ll och l·l uttalas och avstavas på olika sätt. |  |                                                             |

Avstavning sker också efter/före vanliga och igenkännbara prefix och orddelar (liksom vanligen i svenska språket). Detta inkluderar an-, con-, en-, in-, des-, sub-, trans-, ad-, nos- och vos-.

### Diakritiska tecken
Vissa bokstäver i alfabetet kan kombineras med diakritiska tecken. I katalansk skrift finns följande:
- akut accent (´) – används i É/é, Í/í, Ó/ó och Ú/ú
- grav accent (`) – används i À/à, È/è och Ò/ò
- trema (¨) – används i Ï/ï och Ü/ü
- halvhög punkt (·) – används i L·L, L·l och l·l (se nedan)
- Dessutom stavas vissa ord med bindestreck (-)

Akuta eller grava accenter används dels för att skilja på sluten och öppen vokal, dels som en markering av avvikande betoning. Trema används (på samma sätt som i franskan) för att markera att bokstaven uttalas som en vokal och inte som del av en diftong eller triftong.
De olika accenterna kan endast användas ihop med vissa vokalbokstäver. U/u och I/i kan endast kombineras med akut (ej grav) accent, medan A/a endast kan kombineras med grav (ej akut) accent. Det diakritiska teckensystemet är mer komplicerat än det i spanska, även om försök till förenklingar har gjorts på senare år (se "Stavningsreformen 2017" nedan).
Teckenkombinationen l·l (med mellanliggande halvhög punkt) motsvarar ett långt l-ljud, till skillnad från det muljerade ll. Denna teckenkombination är dock ingen digraf, och den avstavas mellan de båda L:en; då ersätts den halvhöga punkten av ett vanligt bindestreck.

### Transkriptioner
Namn från andra skriftspråksområden transkriberas i regel för att anpassas till de katalanska stavningsreglerna. Detta gäller bland annat ryska (jämför svenska Aleksandr Solzjenitsyn med katalanska Aleksandr Soljenitsin) och ukrainska (svenska Taras Sjevtjenko, katalanska Taràs Xevtxenko).

## Bokstäver
| Bokstav | Katalanska  | Katalanska                   | Katalanska         | Valencianska   | Valencianska    | Valencianska               | Noter                                          |
| Bokstav | Namn (IEC)  | Uttal                        | Fonetiskt värde    | namn (AVL)     | Uttal           | Fonetiskt värde            |                                                |
| ------- | ----------- | ---------------------------- | ------------------ | -------------- | --------------- | -------------------------- | ---------------------------------------------- |
| A a     | a           | /ˈa/                         | a, ə               | a              | /ˈa/            | [a]                        | med varianterna À/à                            |
| B b     | be (alta)   | /ˈbe (ˈaltə)/                | b, β, p            | be (alta)      | /ˈbe/           | [b], [β], [p]              |                                                |
| C c     | ce          | /ˈse/                        | k, s, ɡ            | ce             | '/ˈse/          | [k], [s], [ɡ]              |                                                |
| Ç ç     | ce trencada | /ˈse trenkadə/               | s                  | ce trencada    | /ˈse trenkadə/  | [s]                        |                                                |
| D d     | de          | /ˈde/                        | d̪, ð, t̪            | de             | /ˈde/           | [d], [ð], [t]              |                                                |
| E e     | e           | /ˈe/                         | ɛ, e, ə            | e              | /ˈe/            | [e], [ɛ]                   | med varianterna É/é och È/è                    |
| F f     | efa         | /ˈefə/                       | f, v               | efe eller ef   | /ˈef(e)/        | [f], [v]                   |                                                |
| G g     | ge          | /ˈʒe/                        | ɡ, ɣ, k, ʒ, dʒ, tʃ | ge             | /ˈdʒe/          | [ɡ], [ɣ], [k], [dʒ], [tʃ]  |                                                |
| H h     | hac         | /ˈak/                        | ∅                  | hac            | /ˈak/           | ∅                          |                                                |
| I i     | i           | /ˈi/                         | i, j               | i              | /ˈi/            | [i], [j]                   | med varianterna Í/í och Ï/ï                    |
| J j     | jota        | /ˈʒɔtə/                      | ʒ                  | jota           | /ˈdʒɔta/        | [dʒ]                       |                                                |
| K k     | ca          | /ˈka/                        | k                  | ca             | /ˈka/           | [k]                        | endast i lånord                                |
| L l     | ela         | /ˈel/                        | ɫ, ʎ               | ele eller el   | /ˈel(e)/        | [l], [ɫ], [ʎ]              |                                                |
| M m     | ema         | /ˈemə/                       | m                  | eme eller em   | /ˈem(e)/        | [m]                        |                                                |
| N n     | ena         | /ˈenə/                       | n, m, ɲ, ŋ         | ene eller en   | /ˈen(e)/        | [n], [m], [ɲ], [ŋ]         |                                                |
| O o     | o           | /ˈo/                         | ɔ, o, u, w         | o              | /ˈo/            | [ɔ], [o]                   | med varianterna Ó/ó och Ò/ò                    |
| P p     | pe          | /ˈpe/                        | p, b               | pe             | /ˈpe/           | [p], [b]                   |                                                |
| Q q     | cu          | /ˈku/                        | k                  | cu             | /ˈku/           | [k]                        |                                                |
| R r     | erra        | /ˈɛrə/                       | r, ɾ, ∅            | erre eller er  | /ˈɛre/, /ˈɛɾ/   | [r], [ɾ]                   |                                                |
| S s     | essa        | /ˈesə/                       | s, z               | esse eller ess | /ˈes(e)/        | [s], [z]                   |                                                |
| T t     | te          | /ˈte/                        | t̪, d̪               | te             | /ˈte/           | [t], [d]                   |                                                |
| U u     | u           | /ˈu/                         | u, w               | u              | /ˈu/            | [u], [w]                   | med varianterna Ú/ú och Ü/ü                    |
| V v     | ve (baixa)  | /ˈbe ˈbaʃə/, /ˈve/           | b, β ~ v, f        | ve (baixa)     | /ˈve/           | [v], [f]                   |                                                |
| W w     | ve doble    | /ˈbe ˈdobːlə/, /ˈve ˈdobːlə/ | w, b, β ~ v        | ve doble       | /ˈve ˈdoble/    | [w], [v]                   | endast i lånord                                |
| X x     | ics, xeix   | /ˈiks/, /ˈʃeʃ/               | ʃ, ʒ, ks, ɡz       | ics, xeix      | /ˈiks/, /ˈʃeiʃ/ | [tʃ], [ʃ], [ʒ], [ks], [ɡz] |                                                |
| Y y     | i grega     | /ˈi ˈɡɾeɡə/                  | i, j               | i grega        | /ˈi ˈɡɾeɡa/     | [i], [j]                   | endast i digrafen ny [nj], egennamn och lånord |
| Z z     | zeta        | /ˈzetə/                      | z, s               | zeta           | /ˈzeta/         | [z], [s]                   |                                                |

K, W och Y används endast i lånord. Y syns endast i digrafen ny.

### Bokstavsfrekvens
Nedan listas den ungefärliga frekvensen av de olika bokstäverna i fransk, katalansk, spansk och svensk skrift. För varje bokstav markeras i bakgrundsfärg vilket av språken som har lägsta (grått) respektive högsta (beige) frekvens.
| Bokstav | Franska | Katalanska | Spanska | Svenska |
| ------- | ------- | ---------- | ------- | ------- |
| A       | 7,636   | 14,47      | 11,525  | 9,383   |
| B       | 0,901   | 1,15       | 2,215   | 1,535   |
| C       | 3,260   | 3,19       | 4,019   | 1,486   |
| Ç       | 0,085   | 0,10       | 0       | 0       |
| D       | 3,669   | 3,47       | 5,510   | 4,702   |
| E       | 14,715  | 16,01      | 12,681  | 10,149  |
| F       | 1,066   | 0,90       | 0,692   | 2,027   |
| G       | 0,866   | 1,15       | 1,768   | 2,862   |
| H       | 0,737   | 0,65       | 0,703   | 2,090   |
| I       | 7,529   | 8,08       | 6,247   | 5,817   |
| J       | 0,613   | 0,25       | 0,443   | 0,614   |
| K       | 0,049   | 0,02       | 0,011   | 3,140   |
| L       | 5,456   | 5,94       | 4,967   | 5,275   |
| M       | 2,968   | 2,79       | 3,157   | 3,471   |
| N       | 7,095   | 5,84       | 6,712   | 8,542   |
| O       | 5,598   | 6,58       | 8,683   | 4,482   |
| P       | 2,521   | 2,39       | 2,510   | 1,839   |
| Q       | 1,362   | 1,20       | 0,877   | 0,020   |
| R       | 6,693   | 5,99       | 6,871   | 8,431   |
| S       | 7,948   | 7,43       | 7,977   | 6,590   |
| T       | 7,244   | 5,44       | 4,632   | 7,691   |
| U       | 6,311   | 4,84       | 2,927   | 1,919   |
| V       | 1,838   | 1,25       | 1,138   | 2,415   |
| W       | 0,074   | 0,01       | 0,017   | 0,142   |
| X       | 0,427   | 0,45       | 0,215   | 0,159   |
| Y       | 0,128   | 0,35       | 1,008   | 0,708   |
| Z       | 0,326   | 0,05       | 0,517   | 0,070   |

## Stavningsreformen 2017
Språkvårdsorganisationen Institut d'Estudis Catalans presenterade 2016 en stavningsreform som skulle minska på antalet accenter i katalansk skrift. Dittills hade akuta eller grava accenter använts för att skilja homofoner åt. Motiven för minskningen av antalet ord med accent var att förenkla stavningen, särskilt bland ord där betydelsen förstås av sammanhanget.
Reformens rekommendationer, som trädde i verket från och med 2017, skulle bland annat minska antalet enstaviga ord med accent från 150 till 15. Dessa kvarvarande accentåtskilda homofonpar är som följer:
1. bé ('god') – jämför be ('lamm')
2. déu ('gud') – deu (tio')
3. és ([3:e person singular] 'är') – es ('sig' [före vokal])
4. mà ('hand') – ma ('min' [före femininum], obetonat)
5. més ('mer') – mes ('månad')
6. món ('värld') – mon ('min' [före maskulinum], obetonat)
7. pèl ('hår') – pel (sammandragning av per+el, 'för'+'den')
8. què ('vad') – que ('som', 'för att')
9. sé ('jag vet') – se ('sig' [före konsonant])
10. sí ('ja') – si ('visst'; 'om'; 'si')
11. sòl (mark, jordyta) – sol (solen; noten sol; ensam)[16]
12. són ('[3:e person plural] är') – son ('sömn'; 'hans/hennes' [före maskulinum], obetonat)
13. té ([3:e person singular] 'tar') – te ('dig'; te, T)
14. ús ('användning', 'bruk') – us ('er', possessivt pronomen)
15. vós ('ni' [självständig form]) – -vos ('er', possessivt pronomen efter konsonant)

Bland de 136 ord som förlorade accent fanns nét ('sonson/dotterson'; homonym: net, 'ren'), sóc ('jag är'; homonym: soc, 'stubbe'), mòlt ('malen'; homonym: molt, 'mycket'), dóna ('han/hon ger'; homonym: dona, 'kvinna').
Denna stavningsreform var den första större sedan lingvisten Pompeu Fabra 1913 standardiserade den skrivna katalanska som med mindre uppdateringar förhärskat sedan dess.